# Jelna (województwo małopolskie)

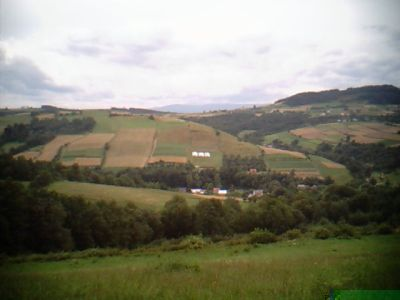
Krajobraz widziany ze wsi Jelna

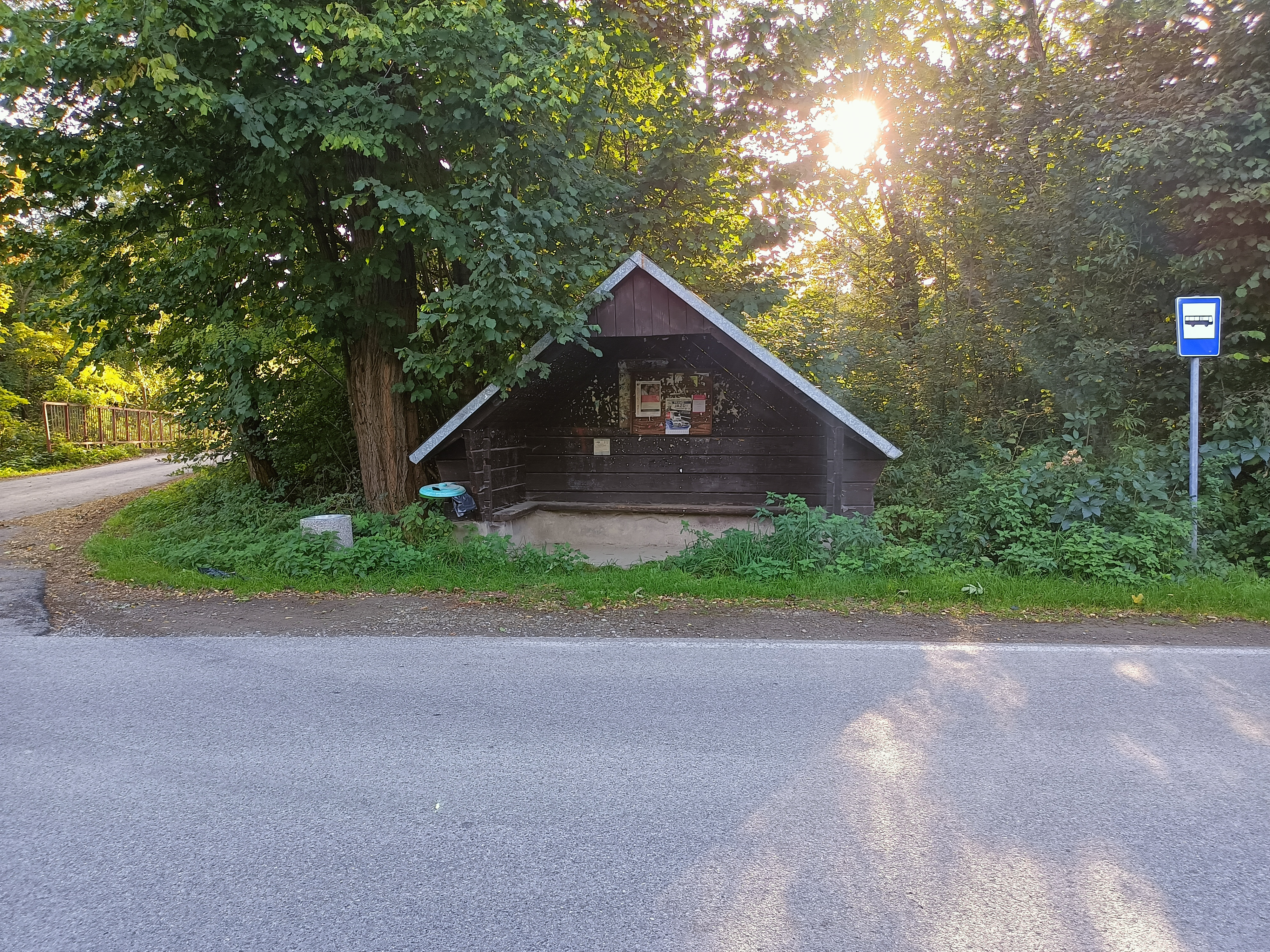
Widok na drewniany przystanek

Jelna – wieś w Polsce położona w województwie małopolskim, w powiecie nowosądeckim, w gminie Gródek nad Dunajcem.
W latach 1975–1998 miejscowość administracyjnie należała do województwa nowosądeckiego.
Wieś znajduje się na Pogórzu Rożnowskim. Przez miejscowość przepływa potok Jelnianka, wpadający do Jeziora Rożnowskiego w sąsiedniej wsi Sienna.
W pobliżu wsi wznoszą się szczyty Kobylnica (579 m n.p.m.) i Zawale (518 m n.p.m.).
W miejscowości swoją siedzibę ma Zespół Szkół nr 3 utworzony w 1965. Z tej miejscowości pochodzi Jan Magiera, kolarz, olimpijczyk.

## Podział administracyjny
Dawniej Jelna oraz Zbęk (obecnie są to trzy miejscowości należące do trzech różnych wsi: Zbęk, Zbęk i Zbęk) stanowiły jedną gminę jednostkową a od 1934 gromadę o nazwie Jelna-Zbęk.
Jelna została podzielona na dwa sołectwa: Jelna oraz Jelna Działy.

## Ochotnicza Straż Pożarna
Ochotnicza Straż Pożarna w Jelnej powstała w 1991 roku, jednostka działa poza krajowym systemem ratowniczo-gaśniczym.
OSP Jelna to jednostka S2 czyli posiada 2 samochody pożarnicze tj:
- 347 K 77 – GBA 2/24 Mercedes-Benz 1019 4x4/Ziegel
- 347 K 78 – GLBM 0,3/0,4 Peugeot Boxer IV /[7][8][9].

## Zabytki
- Spichlerz z 1827
- Młyn z XIX w. (dwukrotnie, częściowo spalił się i został odbudowany w 1899)